# آگوست کونت
آگوست کوندت (آلمانی: August Kundt؛ زاده ۱۸ نوامبر ۱۸۳۹ درگذشته ۲۱ مهٔ ۱۸۹۴) یک فیزیک‌دان اهل آلمان بود.

## زندگینامه
کونت در شورین در مکلنبورگ متولد شد. وی تحصیلات علمی خود را در لایپزیگ آغاز کرد ، اما پس از آن به دانشگاه برلین رفت. در ابتدا خود را وقف نجوم کرد ، اما با تحت تأثیر هاینریش گوستاو ماگنوس، وی توجه خود را به فیزیک معطوف کرد و در سال 1864 با پایان نامه ای در مورد دپولاریزه کردن نور فارغ التحصیل شد. در سال 1867 در دانشگاه برلین خصوصی شد و در سال بعد استاد فیزیک انستیتوی پلی تکنیک فدرال زوریخ شد ، جایی که او معلم ویلهلم رونتگن بود انتخاب شد. سپس ، پس از یک یا دو سال در وورتسبورگ ، در سال 1872 به استراسبورگ فراخوانده شد ، جایی که وی در سازماندهی دانشگاه جدید سهم بزرگی گرفت و عمدتاً نگران ساخت مؤسسه فیزیک بود. سرانجام در سال 1888 او به عنوان جانشین هرمان فون هلمهولتز در جایگاه فیزیک تجربی و مدیریت مؤسسه فیزیک به برلین رفت. وی پس از یک بیماری طولانی در ایسرائیلدورف ، در نزدیکی لیبک ، در 21 مه 1894 درگذشت.